# Svartabborrtjärnen (Malå socken, Lappland)
Svartabborrtjärnen är en sjö i Malå kommun i Lappland och ingår i Skellefteälvens huvudavrinningsområde.